# Jane Claxton
Pour les articles homonymes, voir Claxton.
Jane Claxton née le 26 octobre 1992 à Adélaïde, est une joueuse australienne de hockey sur gazon. Elle évolue au poste de milieu de terrain au SA Suns et avec l'équipe nationale australienne.
Elle a participé aux Jeux olympiques d'été de 2016,, et 2020.

## Carrière

### Coupe du monde
- : 2014

### Coupe d'Océanie
- : 2013, 2015, 2017
- : 2019

### Jeux olympiques
- Top 8 : 2016, 2020